# 화엄경
《대방광불화엄경(大方廣佛華嚴經)》(산스크리트어: महावैपुल्यबुद्धावतंसकसूत्र, 산스크리트어: Buddhāvataṃsaka-nāma-mahāvaipulya-sūtra, 영어: The Mahāvaipulya Sūtra named “Buddhāvataṃsaka”)》 또는 단순히 《화엄경(華嚴經)》(산스크리트어: Avataṃsaka Sūtra)  혹은 《잡화경(雜華經)》(산스크리트어: Gaṇḍavyūha Sūtra)은 초기 대승불교의 가장 중요한 경전들 중 하나로서, 중국과 한국의 화엄종을 비롯한 많은 종파의 핵심 경전으로 사용된다. 방대한 화엄경을 줄인 게송을 《대방광불화엄경 용수보살약찬게》라고 하고, 줄여서 《화엄경 약찬게》라고 한다.
산스크리트어 원전은 전하지 않으며, 《십지경(十地經)》(산스크리트어: Daśabhūmika Sūtra)이 화엄경의 일부 내용을 담고 있어서 남아있는 원전으로 추측된다. 한역본으로는 5세기 동진 불타발타라의 《60화엄》(K.0079, T.0278)과 7세기 당나라 실차난타의 《80화엄》(K.0080, T.0279)이 있으며, 일부 한역(漢譯)으로는 보현행원품을 옮긴 8세기 반야의 《40화엄》(K.1262, T.0293)이 대표적이다.
전통적으로 《화엄경》은 고타마 붓다가 완전한 깨달음을 증득한 직후에 '부처의 연꽃[佛華]'으로 상징되는 그 깨달음의 경지와 그것의 증득을 가능하게 하는 수행을 그대로 설한 것으로 알려져 있으며 그렇게 믿어져 오고 있다. 이는 역사적으로는 확인할 수 없는 사항이다. 그렇기는 하나 《화엄경》은 매우 웅대한 희곡적 구상과 유려한 서술로 법계(法界), 즉 연화장세계(蓮華藏世界), 즉 부처의 깨달음의 경지에서 보이는 우주, 즉 완전한 깨달음의 경지를 묘사하고 있으며, '진리의 연꽃[法華]의 경전'이라는 뜻의 《법화경(法華經)》 즉 《묘법연화경(妙法蓮華經)》과 함께 대승경전의 쌍벽을 이루고 있다.
《60화엄》은 7처8회34품(七處八會三四品)으로 구성되어 있는데 7처8회는 설법의 장소와 회좌(會座)의 수효이며, 34품은 장 또는 절의 수효이다.
《60화엄》은 보살 즉 대승불교의 수행자의 수행과 그 과보인 10주 · 10행 · 10회향 · 10지 · 불지(佛地)의 41위를 설하는 내용으로 이루어져 있다. 즉, 제1품부터 마지막 제34품까지의 《60화엄》 전체가 먼저 완전한 깨달음 즉 불지(佛地)를 먼저 설하고 그런 후 41위를 순서대로 설하여 다시 불지(佛地)에서 끝을 맺는 내용으로 이루어져 있다. 그리고 이 41위는 대승불교에서 널리 받아들여 사용하고 있는 보살 수행계위인, 《영락경》에서 설하고 있는 10신 · 10주 · 10행 · 10회향 · 10지 · 등각 · 묘각의 52위가 성립되는 바탕이 되었다.

## 이름
'대방광불화엄경(大方廣佛華嚴經)'이라는 제목의 뜻은 '대방광불과 화엄에 대한 경전'으로, 대방광불은 크고[大] 바르고[方正] 넓은[廣] 진리 그 자체인 완전한 깨달음[佛] 또는 그것을 성취한 존재인 부처[佛]를 말하고, 화엄은 완전한 깨달음 즉 부처를 장엄[嚴]하는 연꽃[華] 즉 완전한 깨달음 즉 부처의 지위를 증득할 수 있게 하는 원인들과 그 원인들에 의해 성취되는 갖가지 공덕을 뜻한다. 따라서 '대방광불화엄경'은 불지(佛地)라는 과위(果位)와 그 인위(因位)에 대한 경전을 뜻한다.

## 역사
29세에 출가한 고타마 붓다가 35세인 기원전 589년 음력 12월 8일, 부다가야의 보리수 나무 아래에서 완전한 깨달음(아뇩다라삼먁삼보리)을 얻고서, 첫 제자들에게 최초에 설법한 것이 《화엄경》이라는 설이 있다. 그러나, 불교학자들은 《화엄경》은 대승불교의 경전이라서, 고타마 붓다가 최초에 설법한 것으로 볼 수는 없다고 한다.
중국에서는 《화엄경》에 의거하여 지론종 · 화엄종이 생겨났다. 화엄종은 특히 제3조 현수대사에 의해 집대성되어, 현수종이라고도 불리는데, 일본 불교에도 큰 영향을 주었다.
한국에서는 의상이 당나라에 유학하여 화엄종을 배워와서 신라에서 화엄종을 창시하였다.

## 산스크리트어 원본과 티베트역
《80화엄》과 비슷한 티베트역도 있으나 산스크리트어 원본으로서는 보살의 수행계위(修行階位)를 서술한 제6회 〈10지품〉(第六會 十地品)과 선재동자(善財童子)가 53인의 선지식(善知識)을 구한 구도 이야기인 제8회 〈입법계품〉의 2종이 존재할 뿐이다.

## 한역본

### 완역

#### 60화엄
《60화엄(六十華嚴)》(K.0079(8-1), T.0278(9-395))은 총 60권으로 이루어진 경전으로, 동진(東晉) 시대에 불타발타라(佛陀跋陀羅)가 418년에 번역을 시작하여 422년에 완료하였다. 3만 8천 게송, 34품으로 구성되어 있다.
《60권 화엄》, 《구화엄(舊華嚴)》, 《진경(晉經)》, 《진본(晉本)》이라고도 한다.

#### 80화엄
《80화엄(八十華嚴)》(K.0080(8-425), T.0279(10-1))는 총 80권으로 이루어진 경전으로, 당 중종 때에 실차난타가 695년에 번역을 시작하여 699년에 완료하였다. 4만 5천 게송, 39품으로 구성되어 있다.
《80권 화엄》, 《신화엄(新華嚴)》, 《당경(唐經)》, 《당본(唐本)》이라고도 한다.

### 부분역

#### 40화엄
《40화엄(四十華嚴)》(K.1262(36-1), T.0293(10-661))은 총 40권으로 이루어진 경전으로, 당 덕종 정원(貞元) 11년에 남인도 오다국(烏茶)의 사자왕이 친히 써서 보내 온 산스크리트어본을 그 이듬해인 정원 12년(796년)부터 정원 14년(798년)까지 반야삼장(般若三藏)이 장안(長安)의 숭복사에서 번역하였다.
전체 명칭은 《대방광불화엄경입부사의해탈경계보현행원품(大方廣佛華嚴經入不思議解脫境界普賢行願品)》으로, 줄여서  《입부사의해탈경계보현행원품》 또는 《보현행원품》이라고도 하고, 번역 완료 당시에 사용되고 있던 연호를 따라 《정원경(貞元經)》이라고도 한다.  《60화엄》과 《80화엄》의 〈입법계품〉의 별역(別譯)이다.

## 60화엄의 내용
《60화엄》 전체에 걸쳐서 설해지고 있는 10주 · 10행 · 10회향 · 10지 · 불지(佛地)의 41위는 대승불교에서 널리 받아들여 사용하고 있는 보살 수행계위인 10신 · 10주 · 10행 · 10회향 · 10지 · 등각 · 묘각이 성립되는 바탕이 되었는데, 41위는 8회 34품 중 아래 목록에 나타난 바와 같은 회와 품에서 설해지고 있다.
한편, 《화엄경》에서는 '10신(十信)'이라는 명칭이 그대로 언급되거나 설해지고 있지는 않다. 하지만 10주를 설하기 전의 〈제8 현수보살품(賢首菩薩品)〉에서 현수보살은 '청정한 믿음[淨信]'이 모든 수행의 근본이며 수행을 통해 증득하는 모든 공덕의 모태라고 설하고 있다.
대승불교의 교학에서 41위 또는 52위 등의 보살 수행계위 또는 보살행의 근간을 이루는 것은 성인의 계위이자 진정 성도(聖道: 성인의 길, 성스러운 길, 깨달음의 길 즉 불교)라고 할 수 있는 10지(十地)이다. 즉 윤회의 원인인 번뇌를 끊어낼 수 있는 10가지 또는 10단계의 무루지(無漏智, 즈냐나, 반야바라밀)이다. 그렇기 때문에 《화엄경》에서도 제22품에서 제30품 또는 제32품까지에 걸쳐서 10주 등의 다른 그룹보다 더 많은 분량을 할애하여 10지를 설명하고 있다.
《60화엄》의 내용은 불지(佛地)에서 시작하여 불지(佛地)에서 끝난다.
- 불지(佛地): 제1 적멸도량회(寂滅道場會)는 〈제1 세간정안품(世間淨眼品)〉과 〈제2 노사나불품(盧舍那佛品)〉까지로, 보현보살이 부처의 깨달음을 설한다. 《60화엄》에서는 부처의 깨달음 즉 구경각을 가리키는 낱말로 '부처의 지위'라는 뜻의 불지(佛地)를 주로 사용하고 있으며,[12] 등각(等覺)을 간혹 사용하고 있다.[13] 하지만 묘각(妙覺)이라는 낱말은 사용하고 있지 않다.[14] 한편 《80화엄》과 《40화엄》에서는 불지(佛地)[15]와 '등각(等覺) 대신에 정등각(正等覺)'[16]이라는 낱말을 사용하고 있으며 묘각(妙覺)이라는 낱말은 극히 드물게(검색결과로는 《80화엄》과 《40화엄》 각각에서 단 2회) 사용하고 있다.[17] 그리고 《60화엄》의 주석서로 《80화엄》(695~699년)과 《40화엄》(798년)이 번역되기 이전의 687~695년의 기간 동안 저술된 《화엄경탐현기》에서 법장(643~712)은 보살 수행계위로 10신 · 10해(十解) · 10행 · 10회향 · 10지 · 불지(佛地)의 51위를 말하고 있다.[18][19]
- 정신(淨信): 제2 보광법당회(普光法堂會)는 〈제3 여래명호품(如來名號品)〉에서 〈제8 현수보살품(賢首菩薩品)〉까지로, 문수보살이 청정한 믿음[淨信]을 설한다.
- 10주(十住): 제3 도리천궁회(忉利天宮會)는 〈제9 불승수미정품(佛昇須彌頂品)〉에서 〈제13 초발심보살공덕품(初發心菩薩功德品)〉까지로, 법혜보살이 10주를 설한다.
- 10행(十行): 제4 야마천궁회(夜摩天宮會)는 〈제14 명법품(明法品)〉에서 〈제18 보살십무진장품(菩薩十無盡藏品)〉까지로, 공덕림보살이 10행을 설한다.
- 10회향(十廻向): 제5 도솔천궁회(兜率天宮會)는 〈제19 여래승도솔천궁일체보전품(如來昇兜率天宮一切寶殿品)〉에서 〈제21 금강당보살십회향품(金剛幢菩薩十廻向品)〉까지로, 금강당보살이 10회향을 설한다.
- 10지(十地): 제6 타화자재천궁회(他化自在天宮會)는 크게 둘로 나눈다. 〈제22 십지품(十地品)〉에서 〈제30 불소상광명공덕품(佛小相光明功德品)〉까지는 금강장보살이 10지를 설한다. 또한 〈제31 보현보살행품(普賢菩薩行品)〉과 〈제32 보왕여래성기품(寶王如來性起品)〉에서는 보현보살이 보살행을 설한다.
- 불지(佛地): 제7 보광법당중회(普光法堂重會)는 〈제33 이세간품(離世間品)〉이 해당하며, 보현보살이 보살행을 설한다. 또한, 제8 급고독원회(給孤獨園會)는 〈제34 입법계품(入法界品)〉이 해당하며, 53선지식이 법계에 들어감을 설한다.

## 문학

#### 소설 화엄경
승려 출신의 시인, 소설가인 고은이 《소설 화엄경》을 썼다. 1991년 민음사에서 출판했다. 이 소설은 《화엄경》 〈입법계품〉을 소설 형식으로 쓴 것으로서, "어린 순례자"라는 이름으로 스웨덴어로 번역되기도 하였다. 1959년 운허스님이 "춘원이 쓰려다가 못 쓴 것이니 고은이 쓸 차례"라고 권하였고, 그것이 계기가 되어서 소설을 쓴 것으로 알려져 있다. 1969년부터 연재소설 형식으로 쓰기 시작하여, 20여년에 걸친 집필 끝에, 《소설 화엄경》이 완성되었다.

## 대한민국의 문화유산

### 국보
- 국보 제196호 《신라백지묵서대방광불화엄경 주본 권1~10, 44~50》 - 이 사경은 고려 이전의 유일한 작품으로, 754년(신라 경덕왕 13년)에 연기법사(緣起法師)가 그의 부모를 위해서 발원한 것이다.
- 국보 제202호 《대방광불화엄경 진본 권37》

### 보물
- 보물 제685호 《대방광불화엄경진본(권4)》 - 《진본(晉本)》 60권 중에서 제4권으로서, 닥종이에 찍은 목판본임
- 보물 제752호 《감지금니대방광불화엄경입불사의해탈경계보현행원품정원본》 - 감지에 금으로 새긴 것
- 보물 제1017호 《대방광불화엄경》
- 보물 제1192호 《대방광불화엄경진본(권38)》 - 동진(東晉)의 불타발타라(佛馱跋陀羅)가 한역한 《화엄경》을 목판으로 찍은 책.
- 보물 제1040호 《구례 화엄사 화엄석경》 - 신라시대에 명필 김생(金生)이 쓴 글씨를 새긴 것으로서, 신라 문무왕 때 의상대사(義湘大師)가 왕명을 받아 화엄사의 장륙전(丈六殿)[21]에 새긴 《화엄경》의 판석경이다.

### 시도 지정유형문화재
- 세종특별자치시 유형문화재 제6호 《대방광불화엄경 권3》 - 고려시대 인경된 동진 천축 삼장 불타발타라 역의 화엄경 진본으로 보물 제685호, 제686호와 동일본으로 추정
- 세종특별자치시 유형문화재 제7호 《대방광불화엄경 권32》 - 당의 반야가 번역한 정원본 400권 중 권32의 령권 1축이 전래된 것이다.
- 세종특별자치시 유형문화재 제8호 《대방광불화엄경소 권3〜4》 - 당의 실차난타가 번역한 「대방광불화엄경」 주본 80권에 대하여 정원이 해설한 것으로, 전체 120권 가운데 권3~4의 1책이 전래된 것이다.

## 같이 보기
- 일체유심조
- 보살 수행계위
- 52위
- 화엄경 수사 목록
- 연기

## 참고 문헌
1차 자료
- 불타발타라 한역, 이운허 번역 (K.79, T.278). 《대방광불화엄경》. 한글대장경 검색시스템 - 전자불전연구소 / 동국역경원. K.79(8-1), T.278(9-395). |title=에 외부 링크가 있음 (도움말) - 《60권 화엄》《구화엄(舊華嚴)》《진경(晉經)》 또는 《진본(晉本)》
- 실차난타 한역, 이운허 번역 (K.80, T.279). 《대방광불화엄경》. 한글대장경 검색시스템 - 전자불전연구소 / 동국역경원. K.80(8-425), T.279(10-1). |title=에 외부 링크가 있음 (도움말) - 《80권 화엄》《신화엄(新華嚴)》《당경(唐經)》 또는 《당본(唐本)》
- 반야 한역, 이운허 번역 (K.1262, T.293). 《대방광불화엄경입부사의해탈경계보현행원품》. 한글대장경 검색시스템 - 전자불전연구소 / 동국역경원. K.1262(36-1), T.293(10-661). |title=에 외부 링크가 있음 (도움말) - 《40권 화엄》《입부사의해탈경계보현행원품》《보현행원품》 또는 《정원경(貞元經)》
- (중국어) 불타발타라 한역 (T.278). 《대방광불화엄경(大方廣佛華嚴經)》. 대정신수대장경. T9, No. 278, CBETA. |title=에 외부 링크가 있음 (도움말) - 《60권 화엄》《구화엄(舊華嚴)》《진경(晉經)》 또는 《진본(晉本)》
- (중국어) 실차난타 한역 (T.279). 《대방광불화엄경(大方廣佛華嚴經)》. 대정신수대장경. T10, No. 279, CBETA. |title=에 외부 링크가 있음 (도움말) - 《80권 화엄》《신화엄(新華嚴)》《당경(唐經)》 또는 《당본(唐本)》
- (중국어) 반야 한역 (T.293). 《대방광불화엄경입부사의해탈경계보현행원품(大方廣佛華嚴經入不思議解脫境界普賢行願品)》. 대정신수대장경. T10, No. 293, CBETA. |title=에 외부 링크가 있음 (도움말) - 《40권 화엄》《입부사의해탈경계보현행원품》《보현행원품》 또는 《정원경(貞元經)》

2차 자료
- 이 문서에는 다음커뮤니케이션(현 카카오)에서 GFDL 또는 CC-SA 라이선스로 배포한 글로벌 세계대백과사전의 "종교·철학 > 세계의 종교 > 불 교 > 불교의 성전 > 화엄경" 항목을 기초로 작성된 글이 포함되어 있습니다.
- 고려대장경연구소. 《고려대장경 전자 불교용어사전》. 고려대장경 지식베이스 / (사)장경도량 고려대장경연구소. |title=에 외부 링크가 있음 (도움말)
- 고려대장경연구소 (K0079 (T.0278)). 《대방광불화엄경 해제》. 2013년 4월 13일에 확인. |title=에 외부 링크가 있음 (도움말)
- 고려대장경연구소 (K1513 (T.1733)). 《화엄경탐현기 해제》. 2013년 4월 12일에 확인. |title=에 외부 링크가 있음 (도움말)
- 법장 술, 노혜남 번역 (K.1513, T.1733). 《화엄경탐현기》. 한글대장경 검색시스템 - 전자불전연구소 / 동국역경원. K.1513(47-458), T.1733(35-107). |title=에 외부 링크가 있음 (도움말)
- 운허.  동국역경원 편집, 편집. 《불교 사전》. |title=에 외부 링크가 있음 (도움말)
- 행담 (2008). 《『화엄경』「十地品」에 나타난 修行次第에 관하여》. 지도교수 해주.
- (중국어) 법장 술 (T.1733). 《화엄경탐현기(華嚴經探玄記)》. 대정신수대장경. T35, No. 1733, CBETA. |title=에 외부 링크가 있음 (도움말)
- (중국어) 佛門網. 《佛學辭典(불학사전)》. |title=에 외부 링크가 있음 (도움말)
- (중국어) 星雲. 《佛光大辭典(불광대사전)》 3판. |title=에 외부 링크가 있음 (도움말)